# Emanuel Morete
César Emanuel Morete (General Pico, Provincia de La Pampa, Argentina, 19 de mayo de 1986) es un futbolista argentino. Juega de mediocampista ofensivo o enganche y su actual equipo es el Alvear FBC de la Liga Pampeana de Fútbol.

## Trayectoria
En 2006 tras haber realizado las inferiores en River Plate en fichado por Salernitana de la tercera división del fútbol italiano en ese entonces.
En 2011 vuelve a su ciudad natal para jugar en Alvear Foot Ball Club de La Pampa afrontado el Argentino B de la cuarta división del fútbol argentino, previamente jugó en Cassino de Italia y Ferrocarril Midland.
En 2013 es fichado por Estudiantes de San Luis para jugar el Torneo Argentino A 2013/14.

## Clubes
| Club                    | País      | Año           | PJ | Goles |
| ----------------------- | --------- | ------------- | -- | ----- |
| Salernitana             | Italia    | 2006-2007     | 3  | 0     |
| Cassino                 | Italia    | 2007-2009     | 0  | 0     |
| Midland                 | Argentina | 2009-2010     | 0  | 0     |
| Alvear FBC (La Pampa)   | Argentina | 2011-2013     | 47 | 18    |
| Estudiantes de San Luis | Argentina | 2013-2015     | 14 | 1     |
| Ferro de General Pico   | Argentina | 2016-2017     | 40 | 11    |
| Deportivo Maipú         | Argentina | 2017-2018     | 12 | 1     |
| Gimnasia y Tiro         | Argentina | 2018-2019     | 25 | 2     |
| Ferro de General Pico   | Argentina | 2019-presente | 12 | 2     |

## Palmarés
| Título                          | Club                    | País      | Año  |
| ------------------------------- | ----------------------- | --------- | ---- |
| Ascenso a la Primera B Nacional | Estudiantes de san Luis | Argentina | 2014 |